# Neta compacta
Neta compacta är en svampart som beskrevs av de Hoog 1985. Neta compacta ingår i släktet Neta, divisionen sporsäcksvampar och riket svampar.   Inga underarter finns listade i Catalogue of Life.